# Constanța Burcică
Constanța Burcică, z domu Pipotă (ur. 15 marca 1971 w Sohatu) – rumuńska wioślarka, wielokrotna medalistka olimpijska.
Pierwszy medal olimpijski – srebrny – wywalczyła w Barcelonie w 1992 w czwórce podwójnej. Na następnej olimpiadzie sięgnęła po złoto w dwójce wagi lekkiej w parze z Camelią Macoviciuc. W tej samej konkurencji zwyciężała na kolejnych dwóch olimpiadach, wspólnie z Angelą Alupei. W Pekinie należała do osady brązowej ósemki. Stawała na podium mistrzostw świata.

## Osiągnięcia
- Igrzyska Olimpijskie – Pekin 2008 – ósemka – 3. miejsce[2].
- Mistrzostwa Europy – Ateny 2008 – ósemka – 1. miejsce[2].